# Plédéliac
Plédéliac (tiếng Breton: Pledeliav, Gallo: Plédéliau) là một xã của tỉnh Côtes-d'Armor, thuộc vùng Bretagne, tây bắc Pháp.

## Dân số
Người dân ở Plédéliac được gọi là Plédéliacais.